# Fendeille
Fendeille (okzitanisch: Fendelha) ist eine französische Gemeinde mit 613 Einwohnern (Stand: 1. Januar 2022) im Département Aude in der Region Okzitanien. Sie gehört zum Arrondissement Carcassonne und zum Kanton Le Bassin Chaurien. Die Einwohner werden Fendeillois genannt.

## Lage
Fendeille liegt etwa 34 Kilometer westnordwestlich von Carcassonne. Umgeben wird Fendeille von den Nachbargemeinden Villeneuve-la-Comptal im Westen und Norden, Castelnaudary im Norden und Nordosten, Mireval-Lauragais im Osten und Süden sowie Fonters-du-Razès im Südwesten.

## Bevölkerungsentwicklung
| Jahr                       | 1962 | 1968 | 1975 | 1982 | 1990 | 1999 | 2006 | 2019 |
| Einwohner                  | 238  | 227  | 247  | 289  | 356  | 418  | 541  | 526  |
| Quellen: Cassini und INSEE |      |      |      |      |      |      |      |      |

## Sehenswürdigkeiten
- Kirche Saint-Martin aus dem 14. Jahrhundert
- Turm
- Schloss Fendeille, ursprünglich aus dem 12. Jahrhundert, Umbauten im 18. Jahrhundert

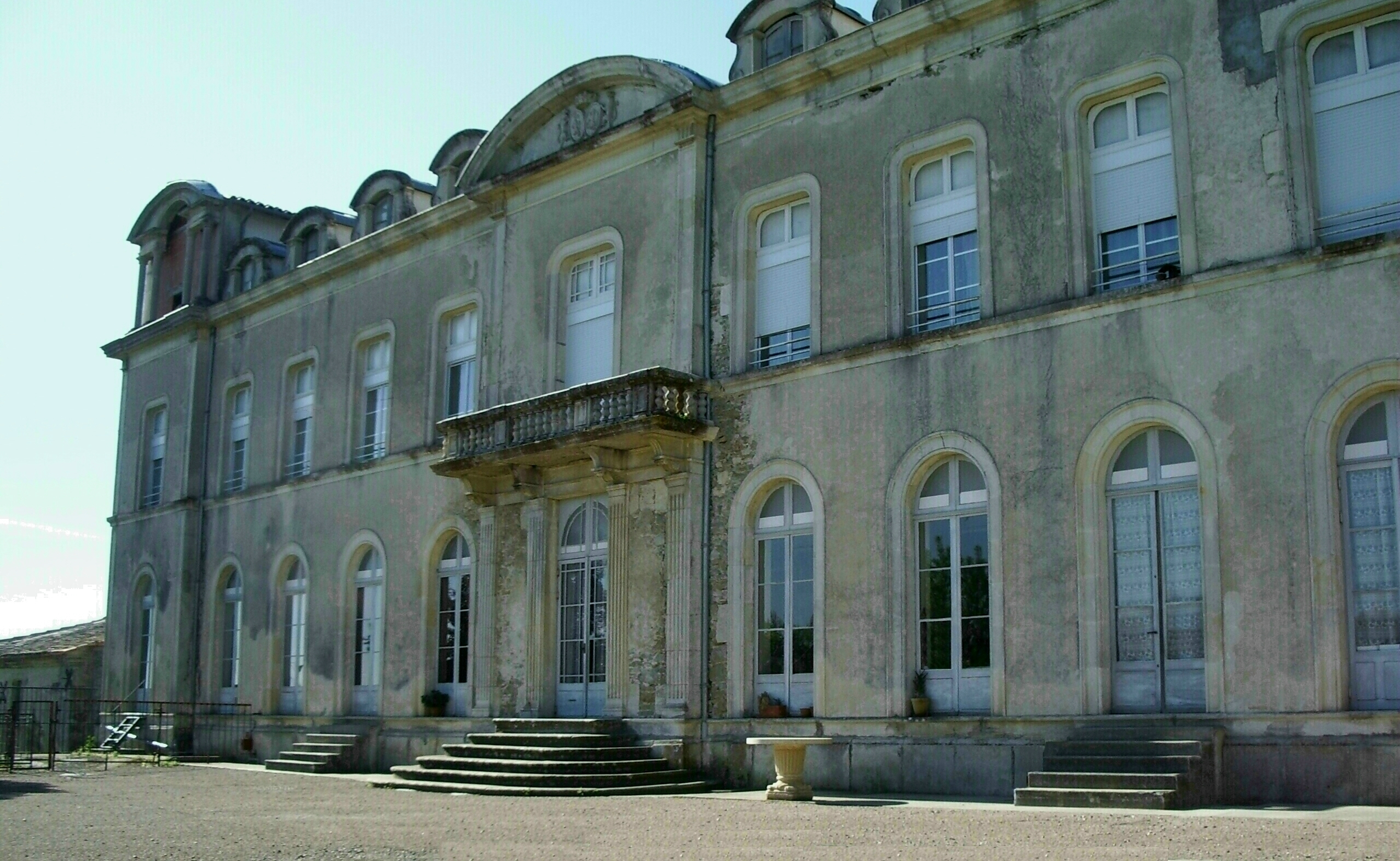
Schloss Fendeille

## Persönlichkeiten
- Prosper Estieu (1860–1939), Schriftsteller